# Eupithecia albicapitata
Eupithecia albicapitata är en fjärilsart som beskrevs av Alpheus Spring Packard 1876. Eupithecia albicapitata ingår i släktet Eupithecia och familjen mätare. Inga underarter finns listade i Catalogue of Life.